# Diradops tamayoae
Diradops tamayoae là một loài tò vò trong họ Ichneumonidae.